# 愛奧尼亞 (密歇根州)
愛奧尼亞（英語：Ionia）是一個位於美國密歇根州愛奧尼亞縣的城市。根據2010年美國人口普查，該地共人口11394人，而該地的面積約為14.36平方千米。同時該地也是愛奧尼亞縣的縣治。

## 地理
愛奧尼亞的座標為42°58′55″N 85°04′00″W / 42.98194°N 85.06667°W，而該地的平均海拔高度為218米（即715英尺）。